# Robert E. Harkavy
Robert Edward Harkavy (* 1936) ist ein US-amerikanischer Politikwissenschaftler. Er ist emeritierter Professor der Pennsylvania State University und Gastprofessor der Christian-Albrechts-Universität zu Kiel. Gemeinsam mit dem NDR-Journalisten Patrik Baab publizierte er 2017 das Buch Im Spinnennetz der Geheimdienste. Warum wurden Uwe Barschel, Olof Palme und William Colby ermordet?
Harkavy absolvierte von 1954 bis 1958 ein Bachelor-Studium mit dem Hauptfach Chemie an der Cornell University, wechselte dann zur Politikwissenschaft und legte 1964 das Master-Examen an der University of California in Berkeley ab. 1973 wurde er an der Yale University in der politikwissenschaftlichen Teildisziplin Internationale Beziehungen zum Ph.D. promoviert. 1977/78 hatte er eine Forschungsstelle am Center for International Studies der Cornell University. Seit 1978 ist er Professor an der Pennsylvania State University. Als Gastprofessor wirkte er an der japanischen Nihon-Universität und aktuell (Stand 2020) an der Universität Kiel.
Zwischen und neben seinen akademischen Tätigkeiten war Harkavy für die amerikanische Regierung tätig: Von 1966 bis 1968 für die Atomic Energy Commission in Washington, D.C., von 1975 bis 1977 ebenfalls in Washington für die Arms Control and Disarmament Agency und 1982/83 für das United States Army War College.
Im deutschsprachigen Buch Im Spinnennetz der Geheimdienste. Warum wurden Uwe Barschel, Olof Palme und William Colby ermordet? stellen Baab und Harkavy eine Verbindung zwischen dem Tod Uwe Barschels und dem Mord am schwedischen Ministerpräsidenten Olof Palme sowie dem ungeklärten Tod des ehemaligen CIA-Chefs William Colby her. Diese „politischen Morde“ seien „Teil einer einzigen Geschichte“, nämlich der Iran-Contra-Affäre und Resultat einer weltweiten „Säuberungsaktion, mit der unliebsame Zeugen und abtrünnige Helfer einer politischen Verschwörung aus dem Weg geräumt werden sollten“.

## Schriften (Auswahl)
- Mit Patrick Baab: Im Spinnennetz der Geheimdienste. Warum wurden Uwe Barschel, Olof Palme und William Colby ermordet? Überarbeitete und erweiterte Neuausgabe, Westend, Frankfurt am Main 2019, ISBN 978-3-86489-250-9 (Erstauflage 2017, ISBN 978-3-86489-176-2).
- Mit Stephanie G Neuman: Warfare and the third world. Palgrave, New York 2001, ISBN 978-0-31224-009-7.
- Bases abroad. The global foreign military presence. Oxford University Press, Oxford/New York 1989, ISBN 978-0-19829-131-2.
- Great power competition for overseas bases. The geopolitics of access diplomacy. Pergamon Press, New York 1982, ISBN 978-0-08025-089-2.
- The arms trade and international systems. Ballinger Pub. Co., Cambridge (Massachusetts) 1975, ISBN 978-0-88410-021-8.